# Lithocarpus kingianus
Lithocarpus kingianus là một loài thực vật có hoa trong họ Cử. Loài này được (Gamble) A.Camus mô tả khoa học đầu tiên năm 1931.